# Delfina Ambroziak
Delfina Ambroziak, née Kowal est une chanteuse d'opéra polonaise (soprano) née le 21 mars 1935 à Rivne et morte le 9 janvier 2024, soliste au Grand Théâtre de Łódź.

## Biographie

### Études
Elle commence ses études en 1958 à l'École supérieure de musique de Łódź (pl), dans la classe de Grzegorz Orłow (pl), et obtient son diplôme avec mention en 1962. Elle poursuit ensuite ses études auprès de Sergius Benoni à Venise.

### Carrière
Elle est soliste au Grand Théâtre de Łódź pendant de nombreuses années et interprète des rôles d'opéra (notamment la comtesse dans Les Noces de Figaro) d'oratorio et du répertoire de chansons.
Elle meurt le 9 janvier 2024.

## Vie privée
Son premier mari et accompagnateur pendant de nombreuses années est le pianiste Rajmund Ambroziak (pl). Son deuxième mari est le chanteur Tadeusz Kopacki (pl).

## Récompenses et distinctions
En 1962, elle reçoit le premier prix du Concours international de musique de l'ARD.
Elle est décorée de la Croix de Chevalier de l'Ordre de Polonia Restituta, de la Croix d'Or du Mérite, de l'insigne « Activiste culturel méritant », et de la Médaille d'argent du Mérite culturel polonais Gloria Artis (2006).
En 2023, elle reçoit la médaille d'honneur du 600e anniversaire de la ville de Łódź « pour ses activités en faveur du développement de Łódź ».